# Cold Gin
Cold Gin è un brano del gruppo hard rock statunitense Kiss, pubblicato nel loro primo album.

## Antefatti
La canzone parla di una persona che soffre di povertà, solitudine ed alcolismo. Tuttavia, il significato del brano è ampiamente interpretato erroneamente come su una coppia in difficoltà che usa l'alcol per far fronte a una relazione tossica o su come il freddo gin influenzi il desiderio sessuale maschile, ma un'analisi approfondita dei testi mostra che non è così. Ace Frehley confermò ciò nel suo libro del 2011 No Regrets.

Frehley disse di aver scritto la canzone mentre era in metropolitana. Secondo lui, il riff della canzone fu ispirato dalla canzone Fire And Water del gruppo inglese rock Free.

## Apparizioni in album
La canzone appare nei seguenti album in studio e dal vivo.
- 1974 - Kiss
- 1975 - Alive!

## Curiosità
Guitar World ha elencato questa canzone al settimo posto nella loro lista delle migliori canzoni a tema alcolico. È inoltre al 14º posto su 15, per la sezione delle canzoni con lo stesso tema di questa, secondo Liquor.com, infine è al 32º posto su 50 per TimeOut.com.